# Zeynəddin
Zeynəddin è un comune dell'Azerbaigian situato nel distretto di Babək.